# Grobnik (żupania primorsko-gorska)
Grobnik – wieś w Chorwacji, w żupanii primorsko-gorskiej, w gminie Čavle. W 2011 roku liczyła 421 mieszkańców.